# Vincent Bugliosi
Vincent Bugliosi, né le 18 août 1934 à Hibbing (Minnesota), et mort le 6 juin 2015, est un procureur américain. 
Il est devenu célèbre notamment pour avoir instruit l'affaire « Charles Manson » en 1970. Il a ensuite travaillé sur d'autres affaires controversées, dont il a tiré des livres.
Il est aussi l'un des principaux adversaires des théories du complot concernant l'assassinat du président américain John F. Kennedy.

## Biographie
Vincent Bugliosi est né en 1934 à Hibbing, dans le Minnesota. En 1964, il obtient sa maîtrise de droit à la UCLA School of Law. 
Il commence sa carrière la même année au bureau du procureur de district de Los Angeles. En 1972, il est candidat du Parti démocrate pour le poste de procureur de district, mais n'est pas élu. Il quitte alors le bureau pour entreprendre une carrière d'avocat pénaliste. Il se reporte candidat pour le même poste en 1976, mais il perd à nouveau l'élection.   

## Travaux et enquêtes

### L'affaire Manson
Il est le procureur chargé de l'affaire Charles Manson, jugé responsable des meurtres de l'actrice Sharon Tate et de quatre autres personnes le matin du 9 août 1969, puis de ceux de Leno et Rosemary LaBianca à Los Angeles le lendemain. Bugliosi réussit à faire reconnaître Charles Manson comme responsable des crimes même s'il ne les avait pas commis lui-même, en démontrant qu'il en était le commanditaire. Manson était un «gourou» psychopathe qui avait formé dans les années 60, dans le désert californien, une communauté, la Manson Family, et se prenait pour la réincarnation du Christ. Bugliosi fait aussi condamner à mort les disciples de Manson Susan Atkins, Patricia Krenwinkel et Leslie Van Houten en 1971, pour la mort de sept autres personnes. Leur sentence a été commuée en réclusion à perpétuité quand la Cour Suprême a jugé la peine capitale anti-constitutionnelle en 1972.
Il a tiré de cette expérience un livre, Helter Skelter (en), qui remportera un prix Edgar en 1975.

### George W. Bush
À propos de son dernier livre The Prosecution of George W. Bush for Murder (2008), adapté en documentaire, il annonce à Amy Goodman qu'il se consacre désormais à instruire ce procès. Il n'a pas pu promouvoir ce livre comme il a promu ses autres, victimes d'un « blackout ».  

### Assassinat de John F. Kennedy: contre les théories du complot
Vincent Bugliosi a publié un ouvrage de plus de 1600 pages sur l'assassinat de John F. Kennedy, dans lequel il affirme que, malgré tous les arguments des partisans des théories complotistes, Lee Harvey Oswald demeure le seul tueur possible. Le livre est accompagné d'un CD-ROM contenant 958 pages de notes additionnelles et 170 pages de nouvelles sources.
Son éditeur préface l'ouvrage en déclarant que « pour la mentalité conspirationniste, incapable d’admettre la possible irruption, dans l’histoire, du hasard et de l’imprévu, il est proprement scandaleux et insupportable qu’un perdant amer, un paumé frustré, par ailleurs indépendant et rebelle, qui vivait au moment des faits dans une espèce de réduit aux dimensions d’un placard, ait pu tuer le président en exercice de la première puissance mondiale ».
S'il réfute les théories complotistes en ce qui concerne l'assassinat de John F. Kennedy, il affirme en revanche que celui du sénateur Robert Kennedy a été le fruit d'une conspiration de grande dimension.

## Au cinéma
Il joue le personnage de Orwell Rolls in His Grave (en) (avocat, auteur)
Adaptation de ses livres :
- Helter Skelter (1976)
- Helter Skelter, téléfilm produit par lui-même en 2004
- And the Sea Will Tell (1991)
- Till Death Us Do Part (1992)

## Travaux publiés
- Helter Skelter, avec Curt Gentry (1974), traduction : La Tuerie d'Hollywood, Ed. Michel Lafon  (ISBN 2-8409-8874-7)
- Till Death Us Do Part: A True Murder Mystery, avec Ken Hurwitz (1978), trad. : Fautes de preuves  (ISBN 2-9403-4946-0)
- And the Sea Will Tell, avec Bruce B. Henderson) (1991), trad. : Meurtre sur une île déserte  (ISBN 2-2770-7038-6)
- Outrage: The Five Reasons Why O.J. Simpson Got Away With Murder (1996)
- The Phoenix Solution: Getting Serious About Winning America's Drug War (1996)
- No Island of Sanity: Paula Jones v. Bill Clinton - The Supreme Court on Trial (1998)
- The Betrayal of America|The Betrayal of America: How the Supreme Court Undermined the Constitution and Chose Our President (2001)
- Reclaiming History|Reclaiming History: The Assassination of President John F. Kennedy (2007)
- The Prosecution of George W. Bush for Murder (2008)

### Traduits en français
- Le Paumé et le Président ou le complot inexistant  (trad. Robert Pélissier) (traduction de trois chapitres de Reclaiming History - The Assassination of President John F. Kennedy,), Paris, L'Orme Rouge, 2016, 160 p.